# Швец, Антон Олегович
Анто́н Оле́гович Швец (род. 26 апреля 1993, Геническ, Херсонская область, Украина) — российский футболист, полузащитник.

## Биография
Отец Швеца — украинец, в 1990-х годах служил в Грузии. Мать — Инга Гедеванишвили, занималась художественной гимнастикой, закончила из-за травмы; на последних месяцах беременности жила в Геническе. Швец первые 10 лет провёл в Тбилиси, с пяти лет занимался в «Динамо». В 10 лет с отцом и сестрой Златой (впоследствии — жена Иржи Ярошика) переехал в Москву, поступил в интернат ЦСКА. В сентябре 2010 года был на просмотре в испанской «Сарагосе», однако не смог подписать контракт из-за возраста, после чего перешёл в академию московского «Спартака». В 2011 году попал во вторую команду «Сарагосы» и дебютировал в Сегунде B в сезоне-2011/12. За два года провёл 65 матчей, после чего получил возможность играть в основной команде. В 2014 году перешёл в другую испанскую команду — «Вильярреал». За несколько лет в дубле провёл 71 игру и забил четыре мяча.
Летом 2017 года перед истечением контракта с «Вильярреалом» получил приглашение пройти просмотр в грозненском «Ахмате» на предсезонных сборах в Австрии. Принял участие в нескольких товарищеских матчах, забил гол в ворота «Зальцбурга» (1:1). 1 июля подписал четырехлетний контракт с клубом, выбрал 23-й номер. Дебютировал 5 августа в гостевом матче 4-го тура против «Уфы» (2:3).
В июле 2025 года покинул «Ахмат».

## Национальная сборная
В марте 2013 года Швец был вызван в молодёжную сборную Грузии, но отказался, аргументируя это тем, что видит себя только в футболке сборной России. 27 марта 2018 года дебютировал в сборной России в товарищеском матче против сборной Франции (1:3), выйдя на замену вместо Александра Ерохина на 76-й минуте матча.